# Рэймонд Лэреби
Рэймонд Лэреби (англ. Raymond Larabie, 1970 г., Оттава, Канада) — канадский дизайнер компьютерных шрифтов TrueType и OpenType. Является владельцем Typodermic Fonts, которая представляет коммерческие и бесплатные шрифты.
Начиная с 1996 года, Лэреби начал распространять свои шрифты в интернете как бесплатные, и основал LarabieFonts. Лэреби работал в Rockstar Toronto, где занимался разработкой игр Grand Theft Auto, и Max Payne, пока в 2002 году не покинул компанию, чтобы уделять все свое время на создание шрифтов. В 2008 году переехал в Нагое, Япония.
Лэреби специализируется, прежде всего, на создании новых шрифтов Гротеск, которые используются для Настольной издательской системы, и в графическом дизайне. Логотип Grand Theft Auto, начиная с GTA III использует шрифт Pricedown, который изначально Лэреби создал для телешоу The Price Is Right.
Две семьи шрифтов, созданные Лэреби, Marion и Superclarendon, были выпущены для Mac OS X.